# Hans Achelis

Hans Achelis, Kirchengeschichtler in Leipzig

Hans Georg Achelis (* 16. März 1865 in Hastedt; † 25. Februar 1937 in Leipzig) war evangelischer Theologe, Kirchenhistoriker, Christlicher Archäologe und Universitätsprofessor.

## Biografie
Hans Achelis wurde als Sohn des evangelischen Theologen, Pfarrers und Professors der Praktischen Theologie sowie Universitätspredigers in Marburg Ernst Christian Achelis geboren. Seit 1897 war Hans Achelis verheiratet mit Johanne (Hanna) geb. Noltenius (* 1872) und hatte drei Kinder, darunter den Physiologen Johann Daniel Achelis (1898–1963), den Kaufmann Gustav Adolf Achelis (* 1901) und Elisabeth (* 1912).
In seiner Dissertation setzt sich Hans Achelis mit Denkmälern altchristlicher Kunst auseinander, die er als Dokumente des Gemeindelebens und -glaubens interpretiert. Zum ersten Mal klassifizierte und deutete er die Katakombenbilder und untersuchte die Entstehung des Heiligenbildes. Die letzten Schaffensjahre widmete er der Kunst- und Kirchengeschichte Neapels, insbesondere den Katakombenfresken, und publizierte sie 1936 z. T. in Farblichtdrucken. Diese Arbeit stellt zugleich sein archäologisches Hauptwerk dar.
Sein zweibändiges Werk Christentum in den ersten drei Jahrhunderten (1912, 1925) fasst den damaligen Forschungsstand zusammen und gehört zu den Standardwerken der Kirchengeschichte des Altertums. Mit den Martyrologien (1900) legte er die erste kritische Untersuchung der Heiligenkalender der römischen Kirche vor.

### Wissenschaftliche Vita
Hans Achelis studierte von 1883 bis 1888 Theologie und Philologie an den Universitäten Erlangen, Marburg und Berlin und wurde 1887 an der Universität Marburg zum Dr. phil. promoviert mit seiner Dissertation Das Symbol des Fisches und die Fischdenkmäler der römischen Katakomben. Von 1890 bis 1892 bereiste er auf Studienreisen Italien und Palästina und hielt sich als Stipendiat 1890/91 in Rom auf. 1893 erlangte er den theologischen Lizenziat (Lic. theol.) an der Universität Göttingen mit der Dissertation Acta SS. Nerei et Achillei (erschien vollständig in: Texte und Untersuchungen zur Geschichte der altchristlichen Literatur Band XI, 2, Leipzig 1893); im selben Jahr habilitierte er sich an der dortigen Theologischen Fakultät für Kirchengeschichte und Christliche Archäologie.
1901 folgte Achelis einem Ruf zum außerordentlichen Professor für Neues Testament an die Universität Königsberg und 1907 zum außerordentlichen Professor an die Universität Halle. Dort wurde Achelis 1913 zum ordentlichen Professor für Kirchengeschichte ernannt. 1916 wechselte Achelis auf einen Lehrstuhl an der Universität Bonn, wo er zugleich als Leiter der archäologischen Sammlung wirkte. 1918 wechselte er, zum letzten Mal, an die Universität Leipzig als Nachfolger von Albert Hauck.
Vom 31. Oktober 1932 bis 30. Oktober 1933 war Achelis Rektor der Universität Leipzig und trieb die Umgestaltung der Universität im nationalsozialistischen Sinn voran. In seinem Jahresbericht zur Rektoratsübergabe machte er aus seiner Befürwortung des Nationalsozialismus' keinen Hehl. Er sah seine eigene Person auch bestätigt:

„Durch ein besonderes Vertrauen des vorgesetzten Ministeriums wurde die Gleichschaltung von Rektor und Senat erst für das Wintersemester durchgeführt, so daß noch heute derselbe Rektor und dieselben Dekane vor Ihnen stehen, die am 31. Oktober vorigen Jahres ihr Amt antraten - m.(eines) W.(issens) ein einzigartiger Fall an deutschen Universitäten.“

Er bejahte die Bücherverbrennungen durch die Deutsche Studentenschaft und sagte am 14. Mai 1933 in einer Rede:

„Wenn jetzt die Jugend den Kampf eröffnet gegen die schlechte Literatur ... so jauchzen wir der Jugend zu.“

 In seinem Jahresbericht jedoch ließ er die Bücherverbrennung unerwähnt.
1935 wurde er emeritiert.

### Mitgliedschaften
- 1883 Burschenschaft der Bubenreuther Erlangen.[5][6]
- 1929 ordentliches Mitglied der Sächsischen Akademie der Wissenschaften

## Schriften (Auswahl)
- Das Symbol des Fisches und die Fischdenkmäler der römischen Katakomben. Dissertation Marburg Philosophische Fakultät vom 29. November 1887, Universitäts-Druckerei Marburg, 1887 sowie Elwert’s Verlag, Marburg 1888
- Die ältesten Quellen des orientalischen Kirchenrechts. Band I, 2: Die Canones Hippolyti in: Texte und Untersuchungen zur Geschichte der altchristlichen Literatur Bd. 6, J. C. Hinrichs Verlag, Leipzig 1891–1904
- Acta Nerei et Achillei. 1893 (zugleich Diss. phil. in der Theologischen Fakultät vom 10. Mai 1893), in: Texte und Untersuchungen zur Geschichte der altchristlichen Literatur Bd. 11, Leipzig 1893
- Hippolytstudien in:Texte und Untersuchungen 16, Hinrichs, Leipzig 1897
- Die Martyrologien, ihre Geschichte und ihr Wert (Abhandlungen der Königlichen Gesellschaft der Wissenschaften zu Göttingen, Philologisch-historische Klasse N. F. Band 3, Nr. 3). Weidmann Verlag, Berlin 1900; Nachdruck Nendeln 1970
- Virgines subintroductae. Ein Beitrag zum VII. Kapitel des 1. Korintherbriefs. J. C. Hinrichs Verlag, Leipzig 1902
- Altchristliche Kunst. In: Zeitschrift für die neutestamentliche Wissenschaft und die Kunde der älteren Kirche. 1911–1916
- Das Christentum in den ersten drei Jahrhunderten. 2 Bände, 1912; 2. Auflage Band 1, 1925 (allerdings gekürzt), Quelle & Meyer Verlag Leipzig
- Der Entwicklungsgang der altchristlichen Kunst. Quelle & Meyer Verlag, Leipzig 1919
- Kirchengeschichte. Quelle & Meyer Verlag, Leipzig 1921
- Der Marmorkalender von Neapel. Programm zum Reformationsfeste und Rektoratswechsel 1929. Edelmann Verlag, Leipzig 1929
- Die Bischof-Chronik von Neapel untersucht (Abhandlungen der Sächsischen Akademie der Wissenschaften, Philologisch-historische Klasse Band 40, Nr. 4). S. Hirzel Verlag, Leipzig 1930
- Die Bedeutung der Katakomben von Neapel für die christliche Kunstgeschichte (Rektoratsrede). Edelmann Verlag, Leipzig 1932
- Römische Katakombenbilder in Catania (Studien zur spätantiken Kunstgeschichte Band 5). de Gruyter Verlag, Berlin 1932
- Jahresbericht des abtretenden Rektors Dr. Hans Achelis. In: Rektoratswechsel an der Universität Leipzig am 31. Oktober 1933, hrsg. vom Senat, Leipzig 1933, S. 3–19.
- Der christliche Kirchenbau. Seine liturgische Entwicklung von der Basilika zur evangelischen Predigtkirche. Bibliographisches Institut, Leipzig 1935
- Die Katakomben von Neapel. 6 Lieferungen, Hiersemann Verlag, Leipzig 1935/36
- Herausgabe mit Nathanael Bonwetsch von Hippolyts Werken, 1897
- Herausgabe mit Johannes Paul Gotthilf Flemming: Die syrische Didaskalia, Die ältesten Quellen des orientalischen Kirchenrechts Band 2, in: Texte und Untersuchungen 25, Hinrichs, Leipzig 1904 (Digitalisat)